# Philip Tanui
Philip Tanui (* 20. Dezember 1975) ist ein kenianischer Marathonläufer.
Bei den Halbmarathon-Weltmeisterschaften 1996 in Palma lief er auf Rang 46 ein. 1998 gewann er die Maratonina del Garda. Im Jahr darauf siegte er beim Rom-Marathon und wurde Vierter beim Eindhoven-Marathon. 2000 wurde er Zehnter in Rom, Dritter beim Rock ’n’ Roll Marathon, gewann den Monaco-Marathon und wurde Vierter beim Mailand-Marathon. 2001 kam er beim Rock ’n’ Roll Marathon auf den achten Platz.
2003 wurde er Vierter beim Marseille-Marathon und Dritter beim Honolulu-Marathon, und 2004 gewann er die Maratona d’Europa und den Singapur-Marathon. 2007 belegte er beim Country Music Marathon den fünften Platz.

## Persönliche Bestzeiten
- Halbmarathon: 1:02:09 h, 27. September 1998, Gargnano
- Marathon: 2:09:56 h, 21. März 1999, Rom